# Estudios del hombre

Los estudios del hombre, estudios de los hombres o estudios de las masculinidades (en inglés men's studies) conforman un campo interdisciplinario de investigación académica que se caracteriza por aproximarse a los temas relativos a los hombres desde los presupuestos de una teoría crítica. Algunos de esos temas son la masculinidad (ya sea la hegemónica o las alternativas), el feminismo, el género y la política, la historia social, la salud del varón, el machismo, el arte varonil y el psicoanálisis del varón, influenciados por los estudios de género, las ciencias sociales y las disciplinas humanísticas.

## Origen
Los sociólogos y psicólogos, como los noruegos Erik Grønseth y Per Olav Tiller, fueron los primeros pioneros de los estudios sobre los hombres como campo de investigación; El estudio clásico de Grønseth y Tiller sobre la ausencia del padre en las familias de marineros y su impacto en el desarrollo de la personalidad de los niños en la década de 1950 se considera a menudo como el punto de partida de los estudios del varón en los países nórdicos.
En los países anglófonos, los estudios del varón se formaron en gran parte como respuesta a un movimiento emergente por los derechos de los hombres, y, como tal, se han enseñado en entornos académicos solo desde la década de 1970.
En contraste con la disciplina de la psicología masculina, los programas y cursos de estudios sobre hombres a menudo incluyen debates contemporáneos sobre los derechos masculinos, la teoría queer, el matriarcado, el patriarcado y, de manera más general, lo que los proponentes describen como las influencias sociales, históricas y culturales respecto a la construcción de masculinidad. A menudo discuten los problemas relacionados con el privilegio masculino, que se considera que evoluciona hacia formas más sutiles y encubiertas en lugar de desaparecer en la era moderna.

## Temas

### Masculinidad
La socióloga australiana Raewyn Connell introdujo el concepto de masculinidad hegemónica, describiéndola como una práctica que legitima la posición dominante del hombre en la sociedad y justifica la subordinación de la población común masculina y femenina, y otras formas marginadas de ser varón. Al ser omnipresente en las sociedades, da como resultado múltiples masculinidades, específicamente una jerarquía de masculinidades, en la que algunos hombres no experimentan el mismo privilegio que otros hombres, debido a sus otras identidades marginadas. El concepto ha atraído varias críticas, lo que llevó a Connell y James Messerschmitt reformulando espacios de masculinidad hegemónica. Esta nueva versión analiza el poder y las dinámicas sociales que se encuentran en la jerarquía de género, la geografía de la masculinidad a nivel local, regional y global, la encarnación social y la dinámica de la masculinidad, incluida la compleja intercalación de múltiples masculinidades. Connell enfatiza que la masculinidad está en constante evolución, lo que significa que el plan de estudios y la investigación de este campo siempre cambiarán
Michael Kimmel, sociólogo estadounidense especializado en estudios de género y del varón en particular, ha escrito sobre la masculinidad en los Estados Unidos. Según Kimmel, la masculinidad comenzó a definirse y reafirmarse alrededor del siglo XIX. Implicaba demostrar el valor masculino de uno, así como mantener a la familia, y, por lo tanto, también afectó la arena política, el lugar de trabajo, la familia y la sociedad en general. Kimmel postula que la absorción de la masculinidad les sucede a los niños pequeños en el hogar, en la escuela y cuando ven a los adultos interactuar. Describió el término "masculinidad tóxica" como las normas culturales promulgadas por los hombres que son dañinas para ellos mismos y la sociedad, porque fomenta comportamientos negativos relacionados con el dominio, la agresión y la sexualidad.
Eric Anderson, sociólogo y sexólogo estadounidense especializado en el género y la sexualidad de los varones adolescentes, ha investigado y escrito sobre la relación entre la masculinidad hegemónica y la homofobia. Según la investigación empírica de Anderson, descubrió que la disminución de la homofobia puede conducir a una masculinidad más inclusiva porque la masculinidad hegemónica ha limitado el comportamiento de los hombres por temor a ser percibidos como homosexuales. Kimmel describe esta teoría como «Teoría de la masculinidad inclusiva».

#### Expectativas socioculturales
En los estudios del varón, se han abordado las expectativas culturales de los niños y los hombres de ser duros, estoicos, agresivos y carentes de emociones, que son dañinas para el desarrollo humano porque no les permite experimentar la verdadera variedad de emociones humanas, aumentan los niveles de ira y depresión e incluso pueden resultar en una esperanza de vida más corta.

### Violencia
La investigación sobre la violencia ha sido un foco importante de los estudios del varón. La investigación se centra en los hombres como, de acuerdo a estadísticas, perpetradores y al mismo tiempo víctimas de la violencia, así como en cómo involucrar a hombres y niños en el trabajo contra la violencia.

### Sexualidad
El estudio de la relación entre la masculinidad y la vergüenza sexual reveló que una mayor aprobación de los valores tradicionalmente masculinos se asoció con una mayor vergüenza sexual, lo que a su vez predice depresión.

### Salud
Los estudios del varón han abordado aspectos de la salud y enfermedades que los varones enfrentan, como la muerte prematura y la cardiopatía coronaria.

### Trabajo y cuidado
Los estudios del varón se preocupan notablemente por desafiar los arreglos de trabajo y cuidado según el género, y el rol masculino de sostén de la familia, y las políticas apuntan cada vez más a los hombres como padres, como una herramienta para cambiar las relaciones de género y dar paso a una sociedad más igualitaria.